# Chłusowicz
Chłusowicz – odmiana herbu szlacheckiego Gozdawa.

## Opis herbu
W polu czerwonym pojedyncza lilia srebrna. Klejnot trzy pióra strusie.

Chłusowicze w pow. orszańskim używają przepołowionej Gozdowy.

## Herbowni
Chłusewicz, Chłusowicz, Hłusowicz,